# Морозов, Юрий Васильевич
Ю́рий Васи́льевич Моро́зов (6 марта 1948, Белогорск, Крымская область, СССР — 23 февраля 2006, Санкт-Петербург, Россия) — советский и российский рок-музыкант, мультиинструменталист, звукорежиссёр, писатель.
Разносторонний музыкант, автор песен, певец, звукорежиссёр, продюсер, литератор. Известен, прежде всего, многочисленными и разноплановыми альбомами, охватывающими едва ли не весь спектр музыкальных направлений и жанров современной музыки, а также как первопроходец в исполнении религиозного рока.
Морозов наряду с Андреем Тропилло самым первым в СССР подошёл к звукозаписи не как к процессу механической фиксации концертного звучания, а как к самоценному творческому акту, а к альбому — не как к случайному набору песен, а как к законченному художественному продукту.

## Биография
Родился 6 марта 1948 года в городе Белогорске Крымской области, позднее переехал в г. Орджоникидзе (ныне Владикавказ). Увлёкся рок-музыкой ещё школьником. После школы поступил в Северо-Кавказский горно-металлургический техникум, а в 1968 стал студентом-вечерником одноимённого института Орджоникидзе. Осенью 1969 года Юрий Морозов организовал свою первую группу «Босяки», которая помимо кавер-версий исполняла несколько его песен, во многом инспирированных гармоническим языком The Beatles.
Морозов фиксировал на плёнке результаты своих музыкальных опытов, что впоследствии стало одним из основных приёмов его художественного метода.
В 1971 Морозов переехал в Ленинград, где поступил на вечернее отделение Политехнического института на факультет автоматики и электропривода.
Собрал домашнюю студию, в которой начал экспериментировать с записью наложениями, а затем и многоканальной техникой, как правило, исполняя все инструментальные и вокальные партии сам. Осенью 1972 года устроился на работу в Ленинградскую студию грамзаписи фирмы «Мелодия». Как окончивший институт без военной кафедры, был призван в армию. Служил в мастерской связи при штабе корпуса ПВО в городе Долгопрудный.
Возможность использовать профессиональное студийное оборудование позволило Морозову сохранить свои ранние пробы и концертные записи, составившие «доисторический» раздел его дискографии: «Ретроскоп» (1968—1971), «Апокрифы» (1972—1973) и «Босяки» (1971) — запись выступления его северокавказской группы.
В 1973 записал психоделический альбом «Вишнёвый сад Джими Хендрикса», начал сотрудничать с ленинградскими группами и исполнителями (в частности, с Юрием Берендюковым — в дальнейшем руководителем группы «Яблоко»), затем и выступать. В 1975—1976 годах играл в финальном составе арт/джаз-роковой группы «Ну погоди!» — их концертные записи составили Морозовский альбом «Группа Памяти Михаила Кудрявцева». Весной 1976 пробовал объединиться с Кудрявцевым и барабанщиком Игорем Голубевым (позже «Джонатан Ливингстон»), весной 1977 собрал трио, в которое вошли Кудрявцев и барабанщик Сергей Петров (из группы «Мифы»).
После единственного концерта трио («Session’77») Морозов убедился в невозможности воплотить на сцене свои студийные идеи. В аппаратной «Мелодии» в Академической Капелле записывал работы, обращаясь к философским учениям древней Индии («Брахма Астра», 1979), к культуре средневекового Китая («Китайская поэзия», 1980), библейским сюжетам («Евангелие от Матфея», 1980) русскому фольклору («Три русских песни», 1980) — что, привело его к многолетнему сотрудничеству с фолк-рок группой «Яблоко».
Основную массу инструментальных партий Морозов играл сам. В его записях участвовали Михаил Кудрявцев, Владимир Ермаков, Виктор Динов, Сергей Лудинов, Виктор Христосов, Сергей Лузин, Леонид Эсельсон, барабанщики Игорь Кучеров, Евгений Павлов, Юрий Николаев Владимир Яковлев. Записи Юрия Морозова расходились иногда с художественным оформлением, автором которого была, как правило, жена Нина Морозова. Многие её иллюстрации впоследствии были воспроизведены при переизданиях архивов на пластинках и компакт-дисках.

Мне всегда нравился имидж загадочного музыканта. Я, собственно, поэтому и «тырился» всю жизнь, не выходил на большую сцену.— Юрий Морозов
Осенью 1981, после того, как в его репертуаре появился большой песенный цикл, пронизанный христианскими мотивами, Юрий Морозов задумал исполнить его на сцене, для чего собрал трио, в которое вошёл его старый соратник, бас-гитарист Михаил Кудрявцев и барабанщик Сергей Завьялов, однако, прорепетировав всю зиму, они расстались, а Завьялов вскоре собрал свою хард-рок группу «Плюмбум».
В мае 1987, после десятилетней паузы, Морозов вернулся на сцену и дал концерт на устроенном Андреем Тропилло видео фестивале «Рок-Нива-87» в сопровождении группы «Почта», а после того, как в следующем году началось его сотрудничество с группой «ДДТ» (звукорежиссёр альбомов «Я получил эту роль» и «Чёрный пёс Петербург»), полтора года гастролировал. Морозов стал одним из героев фильма Петра Солдатенкова «Игра с неизвестным» (1987).
В 1988 году ленинградское отделение фирмы «Мелодия» издало первую пластинку Морозова «Представление», которая являлась ретроспективой его работ 1980-х. В начале 1990-х вышли ещё шесть виниловых дисков музыканта.
В сентябре 1989 Морозов организовал новую группу — «ОГПУ им. Ю. Морозова» в составе: Александр Бровко, электрогитара, Виктор Михеев, акустическая гитара, бас, вокал, Дмитрий «Фифа» Ермаков, клавишные и Сергей Агапов, барабаны. Они дебютировали 23 сентября на I Фестивале журнала «Аврора», а потом с различными вариантами состава гастролировали по стране. Финальная версия группы — Морозов, Бровко, гармоника, Наиль Кадыров, гитара, Николай Шандарчук, бас, Кэт Сидорова, барабаны, выступила 9 ноября 1992 на празднике «A Day In The Life» в «Юбилейном».
В дальнейшем Морозов работал на студии, изредка играл акустическим дуэтом с Михеевым, а позднее с Бровко. В 1970-х он стал автором двух неопубликованных рассказов. Позже его рассказы и повести входили в различные сборники и антологии, в журнале «Континент» была напечатана повесть о рок музыкантах «Парашютисты». В 1995 году в издательстве Zero вышел полуавтобиографический роман Морозова «Подземный блюз».
Морозов принимал участие в работе над альбомами Александра Ляпина, Вадима Курылёва («Никто» и «Тусклое солнце»), групп «Аквариум» («Любимые песни Рамзеса IV», «Кострома mon amour»), «Тамбурин», «Август», «Почта», «Облачный край», «Статус», «Дельта-оператор», «Чиж & Co», «Разные люди» и многих других.
В 1995—2001 года вместе с Сергеем Чиграковым участвовал в записи трёх альбомов духовных песен священника Олега Скобля — «Крест кованый», «Крестный ход» и «Ангел молитвы».
С осени 2000 записи Морозова (как архивные, так и появившиеся за последние годы), начали выходить под лейблом компании его коллеги и единомышленника Андрея Тропилло «АнТроп».
В марте 2005 Морозов закончил работу над очередным альбомом «Обнажённое чувство отсутствия», в записи которого участвовали музыканты групп «Чиж & Co», «Разные люди» и т. д.
Скончался от миеломной болезни 23 февраля 2006 года в одной из онкологических клиник Санкт-Петербурга, не дожив 11 дней до своего 58-летия. Похоронен на Серафимовском кладбище

## Дискография
- Ретроскоп. 1968—1971 / Босяки. 1971
- Вишнёвый сад Джими Хендрикса. 1973—1975 / Остров Афродиты. Сборник 1974—1976
- Земля гномов. Сборник 1972—1976
- Голгофа 5. 1975
- Сон в красном тереме. 1973—1976
- Группа памяти М. Кудрявцева. 1976 / Акустический проект. 1973
- Свадьба кретинов 1974, 1976 / Там, где дали темны. 1977
- Session — 77. 1977
- Джаз ночью. 1978
- Прощай Rock. 1978 / Вечности река. 1979
- Неизъяснимое. 1978—1979 / Погубить человечество. 1979
- Заклинания. 1979 / Посвящение в красоту. 1977—1979
- Great Lyrics. Сборник 1967—1998
- In Rock. 1979—1981 / Женщина — 22[11]. 1978—1979
- Китайская поззия. 1978—1981
- Посвящение. 1980 / Песни о жизни и смерти. 1981
- Странник голубой звезды. 1980—1981 / Евангелие от Матфея. 1980
- Музыка сердца. 1981—1982 / Апокалипсис. 1979
- Кольцо времён. 1982 / Легенда о майе. 1981
- Ночной певец. 1982 / Потерянный рай. 1982—1983
- Раритеты — 1. 1974—2003
- Раритеты — 2. 1984—1994
- Обломки. Сборник 1972—1984
- Лунные тени. Сборник 1981—1984
- Необходима осторожность. 1983—1984 /Антилюбовь. 1985−1986
- Мир Иной. 1984
- Auto da Fe. 1984
- Золотой век. 1986—1987 / Песни в исполнении М. Капуро. 1986, 1995
- Тёмные аллеи. 1984—1987
- Концерт Rock Niva. 1987 / Фестиваль Аврора. 1989
- Смутные дни. 1988
- Красная тревога. 1988—1989 / Концерт с ДДТ на 6-м рок-фестивале. 1988
- Концерт в СКК 1990 / Концерт в рок клубе 1991
- Последний пулемётчик. 1991
- Суицидные танцы северных славян. 1992—1993
- Бердичев трансфер. 1994—1995
- Концерт с группой Чиж & C. 1997
- Иллюзия. 1998
- Однажды в Урюпинске. Live collection 1970—1997
- Collection с другими исполнителями. 1979—1997
- Интервью. 1985—2001
- Свет мой Ангел. Сборник 1976—2000
- Хроматические инсталляции. 1998—2000
- Обнажённое чувство отсутствия. 2005[1]
- Наброски. 2005
- OLUR. 2006

посмертные альбомы
- Юрий Морозов исполняет Битлз (сборник 1975—1995). 2006
- Избранное (2006)
- Юрию Морозову A Tribute (2007)
- Cherry garden of Jimi Hendrix (2014)[12]
- Странные ангелы (2017)[13]
- Джаз ночью (2017)
- Земля гномов (2017)
- Антология. Том 1—16 (2019—2022)[14]

грампластинки
- Представление. 1988
- Смутные дни. 1990[15]
- Auto Da Fe. 1991
- Красная тревога. 1991[16]
- Идиотека. 1991
- Свет мой, Ангел. 1992
- Странник голубой звезды. 1993
- Вишневый сад Джими Хендрикса. 1993[17]

## Упоминания
Юрий Морозов упоминается в «Песне Гуру» в альбоме «LV» Майка Науменко: «Я вам поставлю Юрия Морозова, он типа Кришны, он тоже всеми шибко любим». Майк Науменко довольно часто исполнял её на квартирных концертах, и оттого что имя Юрия Морозова было практически неизвестно его слушателям, каждый раз предварял её комментариями о том, кто такой Юрий Морозов и как Майк относится к его творчеству.
Алексей Рыбин в книге «Майк: Время рок-н-ролла» отмечал следующее:

По сути, это посвящение Юрию Морозову — замечательному человеку, одному из лучших звукорежиссёров нашей страны. Помимо всего прочего, Юра писал песни, хорошо пел и неплохо играл на гитаре, фортепиано, барабанах — он стремился овладевать максимально большим числом музыкальных инструментов, был из тех, кто стоят за «школу» в музыке, не любил пение мимо нот, считал, что рок-музыка — это большое искусство именно с точки зрения музыки. В общем, играя рок, он был полной противоположностью компании, в которой жил Майк, БГ, Цой, да и я, разумеется. Мы смотрели на музыку совершенно по-другому. А Майк и подавно. Он мог бы простить Морозову его музыкальное занудство, но Юра писал ещё и тексты своих песен — и тексты эти буквально выводили Майка из себя.
Песня Морозова «Конформист» открывает первый альбом группы «Крематорий».